# Botrucnidiata damasi
Genre
Espèce
Botrucnidiata damasi, unique représentant du genre Botrucnidiata, est une espèce de cnidaires de la famille des Botrucnidiferidae.

## Systématique
Le nom valide complet (avec auteur) de ce taxon est Botrucnidiata damasi Leloup, 1932.

## Publication originale
- Leloup, E. (1932). « Cérianthaires de l'Océan Atlantique ». Bull. Mus. royal d'Hist. Nat. Belg. 8(4): 1-19, 2 planches